# Taylor Johnson
Taylor Johnson (ur. 7 sierpnia 2000 w Phoenix) – amerykańska tenisistka.

## Kariera tenisowa
W 2017 roku zadebiutowała w imprezie wielkoszlemowej podczas turnieju US Open w grze podwójnej. Startując w parze z Claire Liu odpadła w pierwszej rundzie.
Najwyżej w rankingu WTA była sklasyfikowana na 1047. miejscu w singlu (12 lutego 2018) oraz 573. w deblu (31 grudnia 2018).